# Ninebrane-Struktur
Eine Ninebrane-Struktur (deutsch Neunbranen-Struktur) ist eine spezielle tangentiale Struktur auf einer glatten Mannigfaltigkeit, also definiert über ihr Tangentialbündel, oder allgemeiner sogar eine Struktur auf beliebigen Vektorbündeln über parakompakten Räumen. Zugrundeliegend ist dabei die Ninebrane-Gruppe, die 11-zusammenhängende Überlagerung der orthogonalen Gruppe aus ihrem Whitehead-Turm, deren klassifizierender Raum zur Beschreibung aller Vektorbündel dient. Eine glatte Mannigfaltigkeit mit einer Ninebrane-Struktur wird Ninebrane-Mannigfaltigkeit genannt. Eine Ninebrane-Struktur ist ein Spezialfall einer Fivebrane-Struktur sowie dadurch insbesondere einer Orientierung. Ihre Benennung stammt von der Verwendung in der M-Theorie, einer gemeinsamen Verallgemeinerung von fünf Stringtheorien, insbesondere bei der Beschreibung von M9-Branen.

## Definition
Ein {\displaystyle n}-dimensionales Vektorbündel {\displaystyle E\twoheadrightarrow X} mit {\displaystyle X} parakompakt kann über den Rückzug des universellen Vektorbündels alternativ durch die Homotopieklasse einer stetigen Abbildung {\displaystyle f\colon X\rightarrow \operatorname {BO} (n)} mit {\displaystyle E=f^{*}\gamma _{\mathbb {R} }^{n}} beschrieben werden. (Dabei ist {\displaystyle [X,\operatorname {BO} (n)]\rightarrow \operatorname {Vect} _{\mathbb {R} }^{n}(X),[f]\mapsto f^{*}\gamma _{\mathbb {R} }^{n}} eine Bijektion.) Diese kann über die von der Überlagerung {\displaystyle p\colon \operatorname {Ninebrane} (n)=\operatorname {O} (n)\langle 12\rangle \twoheadrightarrow \operatorname {O} (n)} der Ninebrane-Gruppe induzierte Abbildung {\displaystyle {\mathcal {B}}p\colon \operatorname {BNinebrane} (n)=\operatorname {BO} (n)\langle 13\rangle \rightarrow \operatorname {BO} (n)} faktorisieren. Eine sich dabei ergebende stetige Abbildung {\displaystyle {\widehat {f}}\colon X\rightarrow \operatorname {BNinebrane} (n)}, also mit einer Homotopie {\displaystyle f\simeq {\mathcal {B}}p\circ {\widehat {f}}}, wird Ninebrane-Struktur genannt. Insbesondere für eine glatte Mannigfaltigkeit {\displaystyle X} wird eine Ninebrane-Struktur ihres Tangentialbündels {\displaystyle TX\twoheadrightarrow X} auch einfach Ninebrane-Struktur der Mannigfaltigkeit genannt.
In beiden Fällen wird häufig auch auf das stabile Vektorbündel übergegangen, also über die kanonischen Inklusionen {\displaystyle \operatorname {BO} (n)\hookrightarrow \operatorname {BO} } und {\displaystyle \operatorname {BNinebrane} (n)\hookrightarrow \operatorname {BNinebrane} } auf die induktiven Limiten und entsprechend auf die klassifizierende Abbildung {\displaystyle X\rightarrow \operatorname {BO} } und eine Hochhebung {\displaystyle X\rightarrow \operatorname {BNinebrane} }.
Eine Hochhebung von {\displaystyle \operatorname {Fivebrane} =\operatorname {O} \langle 8\rangle } auf {\displaystyle \operatorname {Ninebrane} =\operatorname {O} \langle 12\rangle } als Strukturgruppe entfernt nicht nur eine, sondern gleich drei Homotopiegruppen der unendlichen orthogonalen Gruppe {\displaystyle \operatorname {O} }, nämlich {\displaystyle \pi _{8}\operatorname {O} \cong \pi _{0}\operatorname {O} \cong \mathbb {Z} _{2}} und {\displaystyle \pi _{9}\operatorname {O} \cong \pi _{1}\operatorname {O} \cong \mathbb {Z} _{2}} sowie {\displaystyle \pi _{11}\operatorname {O} \cong \pi _{3}\operatorname {O} \cong \mathbb {Z} } unter Verwendung von achtfacher Bott-Periodizität. Eine Ninebrane-Struktur bezeichnet daher auch oft nur den hinteren Schritt, wobei die vorderen Schritte eigene Bezeichnungen haben:
- Eine Hochhebung auf {\displaystyle \operatorname {B2-Orient} =\operatorname {BO} \langle 10\rangle } (mit {\displaystyle \operatorname {2-Orient} :=\operatorname {O} \langle 9\rangle }) ist eine 2-Orientierung.[2] Dabei stammt die Benennung davon, dass die Hochhebung auf {\displaystyle \operatorname {BSO} =\operatorname {BO} \langle 2\rangle } eine Orientierung ist.
- Eine Hochhebung auf {\displaystyle \operatorname {B2-Spin} =\operatorname {BO} \langle 11\rangle } (mit {\displaystyle \operatorname {2-Spin} :=\operatorname {O} \langle 10\rangle }) ist eine 2-Spin-Struktur.[3] Dabei stammt die Benennung davon, dass die Hochhebung auf {\displaystyle \operatorname {BSpin} =\operatorname {BO} \langle 3\rangle } eine Spin-Struktur ist.

Gemäß dieser Benennung könnte die Ninebrane-Struktur also auch als 2-String-Struktur bezeichnet werden.

## Eigenschaften
- Sei {\displaystyle x_{9}\in H^{9}(\operatorname {BFivebrane} ,\mathbb {Z} _{2})} die singuläre Kohomologieklasse, welche von der hinteren Abbildung in der kurzen exakten Sequenz {\displaystyle \operatorname {B2-Orient} \rightarrow \operatorname {BFivebrane} \rightarrow K(\mathbb {Z} _{2},9)} aus dem Whitehead-Turm beschrieben wird. Eine Fivebrane-Struktur {\displaystyle f\colon X\rightarrow \operatorname {BFivebrane} } hebt sich genau dann zu einer 2-Orientierung {\displaystyle {\widehat {f}}\colon X\rightarrow \operatorname {B2-Orient} }, wenn:[2]
{\displaystyle f^{*}x_{9}=0\in H^{9}(X,\mathbb {Z} _{2}).}

In diesem Fall ist die Menge der 2-Spin-Strukturen für eine gegebene 2-Orientierung ein Torsor der Kohomologie {\displaystyle H^{8}(X,\mathbb {Z} _{2})}.
- Sei {\displaystyle x_{10}\in H^{10}(\operatorname {B2-Orient} ,\mathbb {Z} _{2})} die singuläre Kohomologieklasse, welche von der hinteren Abbildung in der kurzen exakten Sequenz {\displaystyle \operatorname {B2-Spin} \rightarrow \operatorname {B2-Orient} \rightarrow K(\mathbb {Z} _{2},10)} aus dem Whitehead-Turm beschrieben wird. Eine 2-Orientierung {\displaystyle f\colon X\rightarrow \operatorname {B2-Orient} } hebt sich genau dann zu einer 2-Spin-Struktur {\displaystyle {\widehat {f}}\colon X\rightarrow \operatorname {B2-Spin} }, wenn:[3]
{\displaystyle f^{*}x_{10}=0\in H^{10}(X,\mathbb {Z} _{2}).}

In diesem Fall ist die Menge der 2-Orientierungen für eine gegebene Fivebrane-Struktur ein Torsor der Kohomologie {\displaystyle H^{9}(X,\mathbb {Z} _{2})}.
- Sei {\displaystyle x_{11}\in H^{11}(\operatorname {B2-Orient} ,\mathbb {Z} )} die singuläre Kohomologieklasse, welche von der hinteren Abbildung in der kurzen exakten Sequenz {\displaystyle \operatorname {BNinebrane} \rightarrow \operatorname {B2-Spin} \rightarrow K(\mathbb {Z} ,10)} aus dem Whitehead-Turm beschrieben wird. Eine 2-Spin-Struktur {\displaystyle f\colon X\rightarrow \operatorname {B2-Spin} } hebt sich genau dann zu einer Ninebrane-Struktur {\displaystyle {\widehat {f}}\colon X\rightarrow \operatorname {BNinebrane} }, wenn:[5]
{\displaystyle f^{*}x_{12}=0\in H^{12}(X,\mathbb {Z} _{2}).}

In diesem Fall ist die Menge der Ninebrane-Strukturen für eine gegebene 2-Spin-Struktur ein Torsor der Kohomologie {\displaystyle H^{11}(X,\mathbb {Z} )}.
Hier ist der Torsor einer Gruppe eine Menge mit einer freien und transitiven Gruppenwirkung von dieser, also einfach die zugrundeliegende Menge der Gruppe. Damit wird betont, dass sowohl die Gruppenstruktur verloren geht und es keine kanonische Zuordnung gibt.
Da der Kohomologiering {\displaystyle H^{*}(\operatorname {BO} ,\mathbb {Z} _{2})=\mathbb {Z} _{2}[w_{1},\ldots ]} von sämtlichen Stiefel-Whitney-Klassen erzeugt wird, scheint es naheliegend, dass sich etwa die kontrollierenden Kohomologieklassen {\displaystyle x_{9}} und {\displaystyle x_{10}} einfach mit den Überlagerungen {\displaystyle p\colon \operatorname {BFivebrane} =\operatorname {BO} \langle 9\rangle \twoheadrightarrow \operatorname {BO} } und {\displaystyle q\colon \operatorname {B2-Orient} =\operatorname {BO} \langle 10\rangle \twoheadrightarrow \operatorname {BO} } als {\displaystyle x_{9}=p^{*}w_{9}} und {\displaystyle x_{10}=q^{*}w_{10}} darstellen lassen. Jedoch stimmt das nicht und es gelten sogar {\displaystyle p^{*}w_{9}=0} und {\displaystyle q^{*}w_{10}=0}. Das liegt daran, dass die Überlagerungen jenseits von {\displaystyle \operatorname {BFivebrane} =\operatorname {BO} \langle 9\rangle \twoheadrightarrow \operatorname {BO} } nicht mehr surjektiv sind und dementsprechend nicht unbedingt einen surjektiven Rückzug auf Kohomologien induzieren. Insbesondere stammen die kontrollierenden Kohomologieklassen {\displaystyle x_{9}} und {\displaystyle x_{10}} daher nicht von den Stiefel-Whitney-Klassen, sondern sind eigene in den Kohomologien außerhalb der Bilder von {\displaystyle p^{*}} und {\displaystyle q^{*}}. Anders ausgedrückt faktorisiert die stetige Abbildungen {\displaystyle x_{9}\colon \operatorname {BFivebrane} \rightarrow K(\mathbb {Z} _{2},9)} nicht über {\displaystyle p} und die stetige Abbildung {\displaystyle x_{10}\colon \operatorname {B2-Orient} \rightarrow K(\mathbb {Z} _{2},10)} nicht über {\displaystyle q}.